# Beta Lupi
Beta Lupi (β Lup) – gwiazda w gwiazdozbiorze Wilka, będąca olbrzymem typu widmowego B. Znajduje się około 383 lata świetlne od Słońca.

## Nazwa
Gwiazda ta bywa określana nazwą Ke Kwan, która wywodzi się z języka chińskiego (chiń. 騎官; pinyin Qí Guān) i oznacza „oficera kawalerii”.

## Charakterystyka
Beta Lupi jest niebiesko-białą gwiazdą, drugą co do jasności w gwiazdozbiorze Wilka. Podobnie jak Alfa Lupi, należy do asocjacji OB, grupy jasnych gwiazd powstałych w zbliżonym czasie. Jest 13 600 razy jaśniejsza niż Słońce, dużą część promieniowania emituje w zakresie ultrafioletu. Ocenia się, że ma obecnie około 18 milionów lat, w przyszłości zamieni się w czerwonego nadolbrzyma i najprawdopodobniej wybuchnie jako supernowa. Jest to zmienna typu Beta Cephei, której główny okres zmienności to 5,57 godziny.